# Giochi europei indoor 1966
I I Giochi europei indoor si sono svolti presso l'area fieristica Westfalenhallen nel sud della città di Dortmund, nella Germania Ovest, il 27 marzo 1966. Furono la prima edizione dei Giochi europei indoor, manifestazione che dal 1970 fu sostituita dai campionati europei di atletica leggera indoor.
La squadra più medagliata fu quella della Germania Ovest, con cinque ori, cinque argenti e sette bronzi.
L'atleta che si aggiudicò il maggior numero di medaglie fu invece la britannica Mary Rand, con una medaglia di bronzo nei 60 metri piani e una d'argento nel salto in lungo.

## Risultati

### Uomini
| Specialità | Oro                                                                       | Prestazione | Argento                                                               | Prestazione | Bronzo                                                                        | Prestazione                                   |
| Corse piane |                                                                           |             |                                                                       |             |                                                                               |                                               |
| 60 metri | Barrie Kelly                                                              | 6"6         | Karl-Heinz Erbstößer                                                  | 6"6         | Viktor Kassatkin                                                              | 6"6                                           |
| 400 metri | Hartmut Koch                                                              | 47"9        | Manfred Kinder                                                        | 48"3        | Vassiliy Anissimov                                                            | 49"0                                          |
| 800 metri | Noel Carroll                                                              | 1'49"7      | Tomás Jungwirth                                                       | 1'50"8      | Herbert Missalla                                                              | 1'51"0                                        |
| 1.500 metri | John Whetton                                                              | 3'43"8      | Oleg Rayko                                                            | 3'46"7      | Ulf Högberg                                                                   | 3'47"2                                        |
| 3.000 metri | Harald Norpoth                                                            | 7'56"0      | Siegfried Herrmann                                                    | 7'57"2      | István Kiss                                                                   | 8'05"0                                        |
| Corse a ostacoli |                                                                           |             |                                                                       |             |                                                                               |                                               |
| 60 metri ostacoli | Eddy Ottoz                                                                | 7"7         | Michael Parker                                                        | 7"8         | Hinrich John                                                                  | 7"9                                           |
| Salti |                                                                           |             |                                                                       |             |                                                                               |                                               |
| Salto in alto | Valeriy Skvortsov                                                         | 2,17 m      | Wolfgang Schillkowski                                                 | 2,11 m      | Kjell-Åke Nilsson                                                             | 2,08 m                                        |
| Salto con l'asta | Gennadiy Bliznetsov                                                       | 4,90 m      | Rudolf Tomášek                                                        | 4,80 m      | Rainer Liese                                                                  | 4,70 m                                        |
| Salto in lungo | Igor' Ter-Ovanesjan                                                       | 8,23 m      | Armin Baumert                                                         | 7,79 m      | Jochen Eigenherr                                                              | 7,63 m                                        |
| Salto triplo | Şerban Ciochină                                                           | 16,43 m     | Michael Sauer                                                         | 16,35 m     | Petr Nemsovský                                                                | 16,28 m                                       |
| Lanci |                                                                           |             |                                                                       |             |                                                                               |                                               |
| Getto del peso | Vilmos Varjú                                                              | 19,05 m     | Dieter Hoffmann                                                       | 18,25 m     | Jiří Skobla                                                                   | 18,08 m                                       |
| Staffette |                                                                           |             |                                                                       |             |                                                                               |                                               |
| Staffetta 4×2 giri (1280 metri) | Germania Ovest Jörg Jüttner Rainer Kunter Hans Reinermann Jens Ulbrich    | 2'30"1      | Cecoslovacchia Miroslav Veruk Juraj Demec Ladislav Kriz Josef Trousil | 2'31"0      | Hanno terminato la gara solamente due squadre                                 | Hanno terminato la gara solamente due squadre |
| Staffetta svedese (1600 metri) | Germania Ovest Leonhard Händl Werner Krönke Rolf Krüsmann Jürgen Schröter | 3'22"0      | Italia Bruno Bianchi Ito Giani Sergio Ottolina Sergio Bello           | 3'22"2      | Belgio Werner Oijzers Willy Vandewyngaerden Georges Wijnants Albert van Hoorn | 3'27"2                                        |
| record mondiale; record mondiale stagionale; record europeo; record europeo stagionale; record dei campionati; record nazionale; record personale; record personale stagionale. |                                                                           |             |                                                                       |             |                                                                               |                                               |

### Donne
| Specialità | Oro                                                                         | Prestazione | Argento                                                                   | Prestazione | Bronzo                                                                       | Prestazione |
| Corse piane |                                                                             |             |                                                                           |             |                                                                              |             |
| 60 metri | Margit Nemesházi                                                            | 7"3         | Galina Mitrokhina                                                         | 7"3         | Mary Rand                                                                    | 7"4         |
| 400 metri | Helga Henning                                                               | 56"9        | Libuse Macounová                                                          | 57"2        | Maeve Kyle                                                                   | 57"3        |
| 800 metri | Zsuzsa Szabó-Nagy                                                           | 2'07"9      | Karin Keßler                                                              | 2'10"8      | Marie Ingrová                                                                | 2'11"6      |
| Corse a ostacoli |                                                                             |             |                                                                           |             |                                                                              |             |
| 60 metri ostacoli | Irina Press                                                                 | 8"1         | Gundula Diel                                                              | 8"4         | Inge Schell                                                                  | 8"4         |
| Salti |                                                                             |             |                                                                           |             |                                                                              |             |
| Salto in alto | Iolanda Balaș                                                               | 1,76 m      | Olga Gere-Pulić                                                           | 1,73 m      | Ilia Hans                                                                    | 1,65 m      |
| Salto in lungo | Tat'jana Ščelkanova                                                         | 6,73 m      | Mary Rand                                                                 | 6,53 m      | Heide Rosendahl                                                              | 6,49 m      |
| Lanci |                                                                             |             |                                                                           |             |                                                                              |             |
| Getto del peso | Margitta Gummel                                                             | 17,30 m     | Tamara Press                                                              | 17,00 m     | Nadežda Čižova                                                               | 16,95 m     |
| Staffette |                                                                             |             |                                                                           |             |                                                                              |             |
| Staffetta 4×1 giro (640 metri) | Germania Ovest Renate Meyer Erika Rost Hannelore Trabert Kirsten Roggenkamp | 1'18"4      | Jugoslavia Ljiljana Petnjarić Marjana Lubej Jelisaveta Đanić Olga Šikovec | 1'21"7      | Cecoslovacchia Libuse Macounová Alena Hiltscherová Eva Kucmanová Eva Lehocká | 1'22"3      |
| record mondiale; record mondiale stagionale; record europeo; record europeo stagionale; record dei campionati; record nazionale; record personale; record personale stagionale. |                                                                             |             |                                                                           |             |                                                                              |             |

## Medagliere
Legenda
     Paese ospitante
| Posizione | Paese            | Oro | Argento | Bronzo | Totale |
| --------- | ---------------- | --- | ------- | ------ | ------ |
| 1         | Germania Ovest   | 5   | 5       | 7      | 17     |
| 2         | Unione Sovietica | 5   | 3       | 3      | 11     |
| 3         | Ungheria         | 3   | 0       | 1      | 4      |
| 4         | Germania Est     | 2   | 4       | 0      | 6      |
| 5         | Gran Bretagna    | 2   | 2       | 1      | 5      |
| 6         | Romania          | 2   | 0       | 0      | 2      |
| 7         | Italia           | 1   | 1       | 0      | 2      |
| 8         | Irlanda          | 1   | 0       | 1      | 2      |
| 9         | Cecoslovacchia   | 0   | 4       | 4      | 8      |
| 10        | Jugoslavia       | 0   | 2       | 0      | 2      |
| 11        | Svezia           | 0   | 0       | 2      | 2      |
| 12        | Belgio           | 0   | 0       | 1      | 1      |
| Totale    | Totale           | 21  | 21      | 20     | 62     |